# Nothura minor
Nothura minor là một loài chim trong họ Tinamidae.